# Calospila emylius
Calospila emylius is een vlindersoort uit de familie van de prachtvlinders (Riodinidae), onderfamilie Riodininae.
Calospila emylius werd in 1775 beschreven door Cramer.